# Corpo a corpo (film)
Corpo a corpo (L'Arme à gauche) è un film del 1965 diretto da Claude Sautet.

## Trama
Una giovane ereditiera americana incarica Cournot, un marinaio, di recuperare lo yacht rubatole da una gang di trafficanti. Quando Cournot lo troverà ai Caraibi, ingaggerà un lungo duello con i banditi.